# داليان أتكينسون
داليان أتكينسون (بالإنجليزية: Dalian Atkinson)‏ (مواليد 21 مارس 1968 في إنجلترا - 15 أغسطس 2016)، هو لاعب كرة قدم بريطاني دولي سابق كان يلعب كمهاجم. لعب خلال مسيرته 246+ مباراة سجل خلالها 75+ هدفاً.

## المسيرة الاحترافية

### أندية لعب لها
- إيبسويتش تاون
- شيفيلد وينزداي
- ريال سوسيداد
- أستون فيلا
- نادي متز لكرة القدم
- مانشستر سيتي
- نادي الاتحاد السعودي
- جيونبوك هيونداي موتورز

## روابط خارجية
- داليان أتكينسون على موقع اتحاد تركيا (لاعب) (الإنجليزية)
- داليان أتكينسون على موقع دوري كوريا الجنوبية (الإنجليزية)
- داليان أتكينسون على موقع قاعدة بيانات كرة القدم.إي يو (الإنجليزية)
- داليان أتكينسون على موقع Soccerbase.com (لاعب) (الإنجليزية)
- داليان أتكينسون على موقع عالم كرة القدم.نت (الإنجليزية)